# Fridleif
Fridleif (nórdico antiguo: Friðleifr) (n. 456) fue un caudillo vikingo, rey de Dinamarca en la Era de Vendel (siglo V). Según la saga Ynglinga era hijo del rey Fróði de la dinastía Skjöldung (Scylding), donde aparece como hermano de Healfdene y padre de Ale el Fuerte. Le sucedió en el trono Fróði, que tenía el mismo nombre que su abuelo. Sin embargo, según Gesta Danorum de Saxo Grammaticus, el rey Fridleif era hijo de Dan III, el que venció a los sajones. El resto coincide con la saga Ynglinga.

## Nombre de reyes
Hay otros personajes de la realeza en la protohistoria danesa con el mismo nombre, como Fridleif Skjöldsson (n. 259), de quien dice Snorri Sturluson en Heimskringla:
Así hizo Odin el mismo viaje hacia el norte y llegó a la tierra que llamaban Reidgotaland, aquí reclamó todo lo que quería sobre la tierra y puso a su hijo Skjöld, y a su vez a su hijo Fridleif;. De allí vienen la dinastía llamada Scyldingas; son los reyes daneses.
También Fridleif Frodasson (n. 303), y en Noruega otro con idéntico nombre Fridleif Frodasson (n. 770), monarca del reino de Ringerike y padre de Helgi el Temerario y Guðröðr.